# 岩国インターチェンジ
岩国インターチェンジ（いわくにインターチェンジ）は、山口県岩国市多田にある山陽自動車道のインターチェンジ。
山口県警察高速道路交通警察隊徳山分駐隊岩国派遣所が併設されている。

## 歴史
- 1988年（昭和63年）3月29日：大竹IC - 岩国IC間開通に伴い、供用開始[1]。
- 1992年（平成4年）6月25日：岩国IC - 熊毛IC間開通[1]。

## 周辺
- 錦帯橋
- 新岩国駅（JR西日本 山陽新幹線）
- 清流新岩国駅（錦川鉄道）
- 岩国空港
- 岩国港
- いわくにバス「岩国インターバスターミナル」バス停（国道2号）
岩国ICで出入りする広島行き高速バス（いわくにバス・防長交通）も停車する。

## 接続する道路
- 国道2号（国道187号重複）
- 山口県道1号岩国大竹線

## 料金所
- ブース数：6

### 入口
- ブース数：2
  - ETC専用：1
  - 一般：1

### 出口
- ブース数：4
  - ETC専用：1
  - ETC・一般：1
  - 一般：2

## 岩国バスストップ
施設外に高速バス停留所（岩国インターバスターミナル）が設けられている。

## 隣
E2 山陽自動車道
(33)大竹JCT - (34)岩国IC - 玖珂PA - (35)玖珂IC